# Sicalis flaveola
Il fringuello zafferano o botton d'oro (Sicalis flaveola (Linnaeus, 1766)) è un fringuello del Sud America, molto comune nelle aree aperte e semiaperte delle pianure al di fuori del bacino dell'Amazzonia. Questo piccolo uccello ha un'ampia distribuzione che comprende la Colombia, il Venezuela settentrionale (dove è chiamato "canario de tejado" ossia "canarino dei tetti"), l'Ecuador occidentale, il Perù occidentale, il Brasile orientale e meridionale (dove è chiamato "canário-da-terra" o "canarino nativo"), Bolivia, Paraguay, Uruguay, Argentina settentrionale e Trinidad e Tobago. È stato anche introdotto alle Hawaii, a Porto Rico e altrove. Sebbene comunemente considerato un canarino, non è correlato al canarino atlantico. In precedenza, è stato collocato negli Emberizidae ma è più vicino ai "mangia semi".

## Descrizione
Il maschio è di colore giallo brillante con una corona arancione sul capo che lo distingue dalla maggior parte degli altri fringuelli gialli (ad eccezione del fringuello giallo dalla fronte arancione). Le femmine sono più difficili da identificare, e la livrea è solo una versione leggermente più opaca del maschio, ma nella sottospecie meridionale S. f. pelzelni sono bruno oliva con pesanti venature scure.

## Tassonomia
Il fringuello zafferano fu formalmente descritto nel 1766 dal naturalista svedese Carl Linnaeus nella 12ª edizione del suo Systema Naturae con il nome binomiale Fringilla flaveola. L'epiteto specifico è un diminutivo del latino flavus che significa "dorato" o "giallo". La località tipo è il Suriname. Il fringuello zafferano è ora inserito nel genere Sicalis, creato nel 1828 dallo zoologo tedesco Friedrich Boie.
Sicalis flaveola ha cinque sottospecie:
- S. f. flaveola (Linnaeus, 1766) – Trinidad, Colombia, Venezuela e le Guiane;
- S. f. valida Bangs & Penard, TE, 1921 – Ecuador e Perù nordoccidentale;
- S. f. brasiliensis (Gmelin, JF, 1789) – Brasile orientale;
- S. f. pelzelni Sclater, PL, 1872 – Bolivia orientale, Paraguay, Brasile nordorientale, Argentina settentrionale e Uruguay;
- S. f. koenigi Hoy, G, 1978 – Argentina nordoccidentale

## Biologia
Vive in colonie che non scendono sotto la decina di esemplari.

### Canto
Il canto del fringuello zafferano è piacevole ma ripetitivo, e ciò, combinato con il loro aspetto, li ha portati ad essere spesso tenuti in cattività come uccelli canori in molte zone del suo areale.

### Alimentazione
Si nutre di semi e anche d'insetti.

### Riproduzione
Il fringuello zafferano nidifica, tipicamente, nelle cavità degli alberi, sebbene sia stato visto nidificare anche nei nidi abbandonati dell'hornero rossiccio (Furnarius rufus), tra i rami dei bambù e sotto i tetti delle case. Difatti questa specie tollera la vicinanza umana, e appare spesso nelle aree suburbane e frequenta spesso le mangiatoie per uccelli. I maschi sono poligami, accoppiandosi con due femmine durante la stagione della nidificazione, e territoriali, il che ha portato la specie ad essere utilizzata in sport sanguinari tra due maschi rinchiusi in una gabbia per combattere fino alla morte.
Ad inizio primavera la femmina si nutre degli insetti lungo i fiumi o nell'acqua (tipo buffalos), che avranno il doppio vantaggio di stimolarne l'estro e al contempo di essere utilizzati, specie nei primi giorni di vita, per l'imbeccata alla prole, che durante la prima settimana, come gli zigoli, è prevalentemente insettivora.